# Len Stephenson
Len Stephenson (Blackpool, 14 de julio de 1930 - ibídem, 29 de septiembre de 2014) fue un futbolista británico que jugaba en la demarcación de delantero.

## Biografía
Debutó como futbolista en 1951 con el Blackpool FC de la mano de Jor Smith el 20 de enero contra el Sunderland AFC en Bloomfield Road. Dos años después ganó la FA Cup, aunque no llegó a disputar la final. Jugó en el club hasta 1955, marcando diez goles en 26 partidos jugados. En marzo de 1955 se fue traspasado al Port Vale FC. El 19 del mismo mes marcó su primer gol con el club, contra el Nottingham Forest FC en Vale Park. Con 14 goles en 33 partidos, fue el máximo goleador del club en la temporada 1955/1956. Tras la elección de Norman Low como entrenador, Stephenson fichó por el Oldham Athletic AFC por una temporada, retirándose como futbolista en 1958.
Falleció el 29 de septiembre de 2014 a los 84 años de edad.

## Clubes
| Club                | País       | Año         | Partidos | Goles |
| ------------------- | ---------- | ----------- | -------- | ----- |
| Blackpool FC        | Inglaterra | 1951 - 1955 | 23       | 10    |
| Port Vale FC        | Inglaterra | 1955 - 1957 | 61       | 16    |
| Oldham Athletic AFC | Inglaterra | 1957 - 1958 | 8        | 0     |

## Palmarés

### Campeonatos nacionales
| Título | Club         | País       | Año  |
| ------ | ------------ | ---------- | ---- |
| FA Cup | Blackpool FC | Inglaterra | 1953 |